# Futbol'nyj Klub Desna-2 Černihiv
Il Futbol'nyj Klub Desna-2 Černihiv (in ucraino футбольний клуб Десна Чернігів?), noto semplicemente come Desna-2 Černihiv è la seconda squadra del Desna Černihiv, società di calcio di Černihiv, in Ucraina. Dal 2022 sospende le attività a causa dell'invasione russa dell'Ucraina.

## Storia
La squadra Desna-2 è entrato per la prima volta nei campionati professionistici nel 2008. Con i recenti successi e il miglioramento della squadra senior, il club è entrato nella seconda lega ucraina per dare ai propri giocatori maggiore visibilità a una competizione di qualità superiore. Desna-2 aveva partecipato alla competizione della regine di Cernihiv.

## Stemma
Lo stemma del club creato all'inizio del 2008, conteneva l'immagine di un'aquila dallo stemma di Černihiv e quello dello stemma del principe di Černihiv Mstislav Vladimirovič l'Audace.
Lo stemma moderno, realizzato nei tradizionali colori bianco e blu del Desna, è stato presentato il 27 luglio 2016. I tifosi della squadra hanno partecipato allo sviluppo dello stemma. Sullo scudo è un'aquila stilizzata, elemento principale dello stemma cittadino di Černihiv. L'immagine dell'aquila fu usata come simbolo dei principi di Černihiv dalla metà del X secolo. La croce d'oro, che regge l'aquila, simboleggia l'importanza del cristianesimo nella storia della città, uno dei principali centri spirituali dell'Ucraina. Le strisce verticali blu e bianche si basano sulla forma in cui i giocatori del Desna giocano dal 1962. L'iscrizione "Desna" è realizzata con un carattere utilizzato sui precedenti emblemi del club.

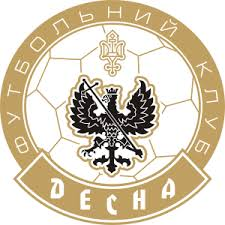
Emblema

## Stadio
La squadra gioca nello Stadio Jurij Gagarin. Lo stadio, situato a Cernihiv, fu costruito nel 1936 per 3.000 spettatori.

## Calciatori

### Vincitori di titoli
- Capocannoniere della Prem"jer-liha Under 21: 1

 Illja Ševcov 2019-2020